# Jin Jing Hou
Marquis Jin Jing Hou (chinois: 晉靖侯 ou 晋靖侯, Hanyu pinyin: Jìn Jìng Hóu), nom ancestral Ji (姬), prénom Yijiu (宜臼), était le sixième dirigeant de l'État de Jin pendant Dynastie Zhou de l'Ouest. Après la mort de son père, le marquis Jin Li Hou, il monta sur le trône de Jin.
En 842 av.J.-C., la dix-septième année du règne du marquis Jing de Jin, Zhou Liwang fut chassé de Haojing, alors capitale de Zhou, à cause de sa tyrannie. Deux ducs sont devenus régents pendant ce temps et cela s'appelait la Régence de Gonghe. Le marquis Jing de Jin mourut l'année suivante en 841 av.J.-C. et son fils, Situ, monta sur le trône en tant que prochain dirigeant de Jin: Jin Xi Hou.
Selon les registres de noms de famille, le nom de famille chinois Yangshe (羊舌) est originaire de l'État de Jin. Le fils du marquis Jing de Jin, Boqiao (伯僑) a un petit-fils nommé Tu (突). À l'époque du marquis Jin Xian Hou, Tu reçut une terre appelée Yangshe, le comté moderne de Xian de Hongdong et Xian de Qin, Shanxi, par conséquent, le nom de clan de Tu est devenu Yangshe et c'est là que le nom de famille Yangshe a commencé.